# Valeriu Ghilețchi
Valeriu Ghilețchi (n. 8 iulie 1960, Pînzăreni, Fălești) este un politician din Republica Moldova, deputat în Parlamentul Republicii Moldova. La 22 decembrie 2017 este ales în funcția de vicepreședinte al Parlamentului Republicii Moldova.